# Anacronicta kurilensis
Anacronicta kurilensis är en fjärilsart som beskrevs av Felix Bryk 1941. Anacronicta kurilensis ingår i släktet Anacronicta och familjen Pantheidae. Inga underarter finns listade i Catalogue of Life.